# Okręg zachodniopomorski Kościoła Adwentystów Dnia Siódmego w RP
Okręg zachodniopomorski – jeden z sześciu okręgów diecezji zachodniej Kościoła Adwentystów Dnia Siódmego w RP. Terytorialnie obejmuje zbory i grupy znajdujące się w granicach województwa zachodniopomorskiego. Siedziba okręgu znajduje się w Szczecinie.
Aktualnie do okręgu zachodniopomorskiego należy 3 zborów, 2 grup i 4 stacji duszpasterskich.
Seniorem okręgu zachodniopomorskiego jest pastor Stanisław Sowa ze zboru w Stargardzie. 

## Zbory
| Miejscowość | Jednostka                    | Pastor                 | Starszy zboru    |
| Stargard    | zbór w Stargardzie           | pastor Stanisław Sowa  | Marta Sowa       |
| Szczecin    | zbór w Szczecinie            | pastor Tytus Gudzowski | Beata Świątek    |
| Szczecin    | zbór w Szczecinie-Niebuszewo | pastor Tytus Gudzowski | Piotr Milczarski |
| Świnoujście | zbór w Świnoujściu           | pastor Stanisław Sowa  | Anna Kowalewska  |

## Grupy
| Miejscowość | Jednostka           | Pastor                 | Starszy zboru    |
| Goleniów    | grupa w Goleniowie  | pastor Stanisław Sowa  | Aurelia Kosecka  |
| Nowogard    | grupa w Nowogardzie | pastor Tytus Gudzowski | Robert Kowalczyk |

## Stacje duszpasterskie
Dojazdowe stacje duszpasterskie, w których nabożeństwa odbywają się nieregularnie (raz lub kilka razy w miesiącu) według ogłoszenia, obejmują następujące miejscowości:
- Chociwel–Ińsko,
- Kamień Pomorski,
- Połczyn-Zdrój,
- Borne Sulinowo,